# Maximiliano Gastón López
Maximiliano Gastón López, dit sovint Maxi López, (Buenos Aires, 3 d'abril de 1984) és un futbolista argentí que juga actualment al FC Crotone de la Serie B d'Itàlia. També posseeix la nacionalitat italiana, per la qual cosa no ocupa places extracomunitàries en les Lligues europees. Va estar casat amb la vedette Wanda Nara, amb la qual té tres fill anomenats Valentino, Constantino i Benedicto Gastón López.

## Trajectòria esportiva
El 1997 arriba a les divisions inferiors de River Plate, fins que finalment el 19 agost 2001 fa el seu debut oficial davant Tallers per la primera data del Torneig Obertura 2001 en un partit que River guanyaria 3:1.
Debuta en la Primera divisió espanyola el 6 febrer 2005 disputant els últims 13 minuts en el partit FC Barcelona 0:2 Atlètic. No obstant això, el 3 de maig d'aquest any va patir el trencament del cinquè metatarsià del peu dret, allunyant-se de les pistes per diversos mesos. Ja recuperat de la lesió, el seu debut com a titular en l'equip va ser en un empat a zero amb l'Espanyol. Amb aquest equip aconsegueix el campionat de la lliga espanyola de futbol 2004-2005, i la Supercopa d'Espanya. En aquesta temporada la seva actuació més destacada va ser el partit d'anada pels vuitens de final de la Lliga de Campions de la UEFA, contra Chelsea FC d'Anglaterra, partit en què va marcar un gol, després d'una passada de Ronaldinho, regat a Gallas i tret que bat a Cech. A més va donar una assistència per a tancar el 2:1 final que, malgrat tot, no serviria per a aconseguir la classificació a quarts de final.
El 2006 aconsegueix el campionat de lliga 2005-2006 i guanya la final de la Lliga de Campions de la UEFA contra l'Arsenal FC. López gairebé no compta per a Frank Rijkaard, jugant molt pocs minuts en les seves dues temporades al club blaugrana. El jugador va declarar prioritzar l'aprenentatge per sobre dels interessos econòmics o les transferències.
El 14 de juny de 2006, després del fitxatge d'Eidur Gudjohnsen pel FC Barcelona, és cedit al RCD Mallorca, club amb el qual va marcar tres gols a la Lliga 2006-2007.
El febrer de 2009 es confirma el seu traspàs del FC Moscou de Rússia al Grêmio de Porto Alegre brasiler.
El 20 de gener de 2010, el Calcio Catania, club sicilià de la Serie A italiana, confirma el fitxatge del davanter argentí.
El divendres 27 de gener de 2012, fitxà per l'AC Milan fins a la resta de la temporada (6 mesos) en cessió que costarà 500.000 euros, més altres 8.500.000 si l'AC Milà decideix adquirir tota la seva fitxa. Tot aquests diners serien abonats al Calcio Catània en finalitzar la cessió.
El 13 de gener de 2015 fitxa com a davanter del Torino. El 19 de febrer de 2015 marca els dos gols del seu equip en el partit d'anada de l'Europa League Torino-Athletic Club.